# Go Ahead Eagles Deventer
Die Go Ahead Eagles Voetbal B.V., allgemein bekannt als Go Ahead Eagles, ist ein Fußballclub aus dem niederländischen Deventer.

## Geschichte
Der Klub wurde 1902 als Be Quick (deutsch: Sei Schnell) gegründet. 1905 wurde der Name in Deventer Voetbalvereniging Go Ahead (Vorwärts) geändert. Unter diesem Namen wurde der Verein viermal Fußballmeister der Niederlande: 1917 (die Niederlande waren nicht militärisch in den Ersten Weltkrieg verwickelt), 1920 (Entscheidungsspiel 1:0 gegen Blauw Wit Amsterdam), 1930 und 1933. 1965 verlor Go Ahead das Pokalfinale gegen Feyenoord Rotterdam, nahm aber 1965/66 am Europapokal der Pokalsieger teil.
Seit 1971 trägt der Verein seinen jetzigen Namen, geschuldet dem Spitznamen des Vereins (der Adler ist das Wappensymbol der Stadt Deventer). Die Vereinsfarben sind Rot-Gelb, das Stadion heißt „De Adelaarshorst“ (deutsch: „Der Adlerhorst“). Die Go Ahead Eagles spielten bis zu ihrem Abstieg in der Saison 1995/96 in der niederländischen Eredivisie. In der Saison 2004/05 spielte der Verein in der Eerste Divisie, der zweithöchsten niederländischen Liga. Wegen finanzieller Unregelmäßigkeiten wurde Go Ahead mit Punktabzug bestraft und belegte den 17. Platz unter 19 Mannschaften. Mit der Spielzeit 2013/2014 kehrte der Klub nach 17 Jahren in die höchste niederländische Liga (Eredivisie) zurück. In der Saison 2015/16 spielte der Verein wieder eine Saison in der Eerste Divisie, und in der Saison 2016/17 wieder in der Eredivisie, stieg aber sofort wieder ab. Nach einigen Jahren Eerste Divisie erfolgte der Wiederaufstieg. In der Saison 2021/2022 gelang der Klassenerhalt in der Eredivisie.
Mit dem Pokalsieg 2025 holte Go Ahead den ersten Titel seit 92 Jahren.

## Europapokalbilanz
| Saison  | Wettbewerb                  | Runde                  | Gegner               | Gesamt | Hin     | Rück    |
| ------- | --------------------------- | ---------------------- | -------------------- | ------ | ------- | ------- |
| 1965/66 | Europapokal der Pokalsieger | Vorrunde               | Celtic Glasgow       | 0:7    | 0:6 (H) | 0:1 (A) |
| 2015/16 | UEFA Europa League          | 1. Qualifikationsrunde | Ferencváros Budapest | 2:5    | 1:1 (H) | 1:4 (A) |
| 2024/25 | UEFA Conference League      | 2. Qualifikationsrunde | Brann Bergen         | 1:2    | 0:0 (H) | 1:2 (A) |

Gesamtbilanz: 6 Spiele, 2 Unentschieden, 4 Niederlagen, 3:14 Tore (Tordifferenz −11)

## Erfolge
- Niederländischer Meister (4): 1917, 1922, 1930, 1933
- Niederländischer Pokalsieger: 2025

## Aktueller Kader 2025/26
Stand: 3. August 2025
| Nr.        | Nat.        | Name               | Geburtstag | im Verein seit | Vertrag bis |     |
| Tor        | Tor         | Tor                | Tor        | Tor            | Tor         | Tor |
| ---------- | ----------- | ------------------ | ---------- | -------------- | ----------- | --- |
| 01         | Deutschland | Luca Plogmann      | 10.03.2000 | 2022           | 2026        |     |
| 22         | Niederlande | Jari de Busser     | 21.10.1999 | 2024           | 2027        |     |
| 30         | Niederlande | Sven Jansen        | 23.10.2004 | 2021           | 2025        |     |
| 33         | Niederlande | Nando Verdoni      | 27.09.2004 | 2023           | 2025        |     |
| Abwehr     |             |                    |            |                |             |     |
| 02         | Niederlande | Mats Deijl         | 15.07.1997 | 2021           | 2027        |     |
| 03         | Deutschland | Gerrit Nauber      | 13.04.1992 | 2021           | 2026        |     |
| 04         | Niederlande | Joris Kramer       | 02.08.1996 | 2023           | 2028        |     |
| 05         | Indonesien  | Dean James         | 30.04.2000 | 2023           | 2028        |     |
| 24         | Niederlande | Luca Everink       | 09.02.2001 | 2023           | 2026        |     |
| 26         | Niederlande | Julius Dirksen     | 02.02.2003 | 2024           | 2027        |     |
| 28         | Niederlande | Pim Saathof        | 28.12.2003 | 2023           | 2027        |     |
| 29         | Danemark    | Aske Adelgaard     | 10.11.2003 | 2024           | 2028        |     |
| Mittelfeld |             |                    |            |                |             |     |
| 06         | Niederlande | Calvin Twigt       | 30.01.2003 | 2024           | 2028        |     |
| 07         | Danemark    | Jakob Breum        | 17.11.2003 | 2023           | 2027        |     |
| 08         | Niederlande | Evert Linthorst    | 03.03.2000 | 2022           | 2028        |     |
| 10         | Danemark    | Søren Tengstedt    | 30.06.2000 | 2024           | 2027        |     |
| 15         | Niederlande | Robbin Weijenberg  | 08.11.2004 | 2024           | 2025        |     |
| 17         | Belgien     | Mathis Suray       | 26.07.2001 | 2024           | 2027        |     |
| 20         | Belgien     | Xander Blomme      | 21.06.2002 | 2022           | 2026        |     |
| Sturm      |             |                    |            |                |             |     |
| 09         | Niederlande | Milan Smit         | 13.02.2003 | 2024           | 2028        |     |
| 11         | Norwegen    | Oskar Sivertsen    | 15.02.2004 | 2025           | 2028        |     |
| 14         | Schweden    | Oscar Pettersson   | 01.02.2000 | 2025           | 2028        |     |
| 16         | Schweden    | Victor Edvardsen   | 14.01.1996 | 2023           | 2026        |     |
| 18         | Suriname    | Richonell Margaret | 07.09.2000 | 2025           | 2029        |     |
| 19         | Finnland    | Oliver Antman      | 15.08.2001 | 2024           | 2027        |     |
| 23         | Belgien     | Thibo Baeten       | 04.06.2002 | 2023           | 2026        |     |
| 27         | Niederlande | Finn Stokkers      | 18.04.1996 | 2022           | 2026        |     |
| 32         | Niederlande | Ofusu Boakye       | 10.07.2007 | 2024           | 2026        |     |

## (ehemalige) Spieler (Auswahl)
- Nicolas Abdat, deutscher Fußballspieler
- Peter Arntz, niederländischer Nationalspieler
- Paul Bosvelt, niederländischer Nationalspieler
- Sinan Bytyqi, österreichischer Fußballspieler
- Henk ten Cate, niederländischer Nationalspieler und Trainer
- Serghei Clescenco, moldawischer Nationalspieler
- Harry Decheiver, ehem. SC Freiburg und Borussia Dortmund
- René Eijkelkamp, niederländischer Nationalspieler
- Erkan Eyibil, deutscher Fußballspieler
- Ruud Geels, niederländischer Nationalspieler
- Nelson Gonçalves da Costa, deutscher Fußballspieler
- Jan Halle, niederländischer Nationalspieler
- Leo Halle, niederländischer Nationalspieler
- Ogechika Heil, deutscher Fußballspieler
- Joop Hiele, niederländischer Nationalspieler
- Tim Hölscher, deutscher Fußballspieler
- Jan Jongbloed, ehem. niederländischer Nationalspieler und zweimal Vize-Weltmeister
- Matthias Maiwald, deutscher Fußballspieler
- Cees van Kooten, niederländischer Nationalspieler und Trainer
- Jan Kromkamp, niederländischer Nationalspieler
- Bert van Marwijk, niederländischer Nationalspieler und Trainer
- Marc Overmars, niederländischer Nationalspieler
- Gerrit Nauber, deutscher Fußballspieler
- Quincy Promes, niederländischer Nationalspieler
- Kurt Rettkowski, deutscher Fußballspieler
- Marcel Ritzmaier, österreichischer Fußballspieler
- Victor Sikora, niederländischer Nationalspieler
- Rolf Thiemann, deutscher Fußballspieler
- Theo Vogelsang, deutscher Fußballspieler
- Ugur Yildirim, niederländischer Nationalspieler
- Demy de Zeeuw, niederländischer Nationalspieler

## Trainer (unvollständig)
| Name des Trainers | Zeitraum  | Bemerkung |
| ----------------- | --------- | --------- |
| Franz Köhler      | 1954–1956 |           |
| Leo Beenhakker    | 1975–1976 |           |
| Spitz Kohn        | 1980–1981 |           |
| Fritz Korbach     | 1988–1990 |           |
| Theo de Jong      | 2001–2002 |           |
| Robert Maaskant   | 2002–2003 |           |